# حسن المدور
حسن المدور (1279 - 1332 هـ - 1862 - 1914 م) فقيه ومؤلف، ولد في بيروت في عام 1862. وتعلم بها وبدمشق، درس على يد محمد عبده وجمال الدين الأفغاني في الجامع الأزهر، وعاد إلى بيروت وأسس مدرسة «المدرسة العلمية»، وعُين أمينًا للفتوى في المكتب السلطاني ببيروت. توفي في عام 1914، أطلقت بلدية بيروت اسمه على شارع في منطقة المصيطبة.

## سيرته
هو حسن بن رمضان بن حسن بن عرابي بن علي بن أحمد بن إبراهيم بن عبد الله بن حسن، درس في بيروت على يدي الشيخ محمد رمضان. وعاصر علماء كبار، واشتغل من أول نشأته بطلب العلوم العربية والشرعية، وتتلمذ في مختلف أنواع العلوم والفقه على أيديهم في بيروت ودمشق وفي القاهرة تتلمذ على يدي الشيخين محمد عبده وجمال الدين الأفغاني.
أنشأ في بيروت «المدرسة العلمية» ودرس علوم الدين واللغة والنطق والتشريع والفلسفة والأدب، ودرس أيضا علوم الفلك والطبيعيات. ألّف حوالي عشرين مصنفًا علميًا ودينيًا ولم يطبع منها إلا ثلاثة في مجالي الفقه الإسلامي والتوحيد. ومن آثاره: اللآلي الدرية في الاجوبة الدينية.
توفي في عام 1914، أطلقت بلدية بيروت اسمه على شارع في منطقة المصيطبة.

## دوره الديني ومناصبه
أعتبره الكثيرون أنه معلم الأجيال البيروتية ومن تلامذته الشيخ مصطفى الغلاييني والمفتي الشيخ محمد علايا، وبسبب علمه الواسع وفكره الكبير اعتمده مفتي الإسلام في اسطنبول للإفتاء ولحل المشكلات الشرعية في مختلف الولايات العثمانية، وكان يفيد طلاب العلم والمستفتين بعلمه وعقله وأدبه في كل وقت من أيام حياته.
عُيّن في منصب الأمين العام للإفتاء بفرمان سلطاني في عهد المفتي الشيخ مصطفى نجا. عمل في الشأن العام البيروتي من خلال مشاركته الفاعلة في جمعية بيروت للإصلاح.